# めざせ甲子園!つかたこレインボーロード
『めざせ甲子園!つかたこレインボーロード』（めざせこうしえん!つかたこレインボーロード）は、関西テレビで2014年5月1日（4月30日深夜）から2016年10月27日（26日深夜）まで毎月最終水曜深夜に放送されていた、たこやきレインボー初の冠番組である。

## 概要
関西で活躍するアイドルグループ・たこやきレインボー（愛称：たこ虹）のチーム監督となった塚地武雅（ドランクドラゴン）が、甲子園球場での単独ライブを夢見る、たこ虹メンバーに成功させるための経験を積ませるプロジェクトの番組である。
また、関西テレビの主催で開催されるアイドルイベント「Happy Jam」に出演したアイドルのライブ映像の放送を行なっている。
2015年9月18日深夜からは、CSドラマ専門チャンネル「ホームドラマチャンネル 韓流・時代劇・国内ドラマ」でも放送が開始された。番組公式サイトでは放送終了後、未公開映像を配信していた。

## 出演者
- ドランクドラゴン
  - 塚地武雅
- たこやきレインボー
  - 堀くるみ
  - 根岸可蓮
  - 春名真依
  - 彩木咲良
  - 清井咲希

過去の出演者
- 奈良崎とわ（2014年6月8日をもってたこやきレインボーを卒業した。）

## 備考
- たこやきレインボーは2017年11月25日に阪神甲子園球場にて行われた「阪神タイガース ファン感謝デー2017」に出演してミニライブを行ったことはある[3]が、2021年7月31日の活動終了までに甲子園球場での単独ライブは果たすことができなかった。
- 番組終了後、2019年に発表されたたこやきレインボーの楽曲「あなたとの約束」にて塚地武雅が初めて作詞に挑戦した[4]。